# Real Academia Sevillana de Buenas Letras
La Real Academia Sevillana de Buenas Letras es una institución dedicada al fomento y la divulgación de las ciencias humanas. Fundada en 1751, tiene su sede en la casa de los Pinelo de la ciudad de Sevilla (Andalucía, España).

## Historia
Fue fundada en 1751 en la casa del sacerdote y catedrático Luis Germán y Ribón. Hubo dieciséis miembros fundadores, entre los que además de Luis Germán y Ribón estuvieron los sacerdotes Francisco Lasso de la Vega, José Cevallos, Diego Alejandro de Gálvez y José Narbona. Fue creada como una organización para el conocimiento y la divulgación, sobre todo en los distintos campos de las humanidades: historia, cronología, geografía, geohistoria, griego, latín, hebreo, lingüística, crítica literaria, filosofía y pedagogía.
Su estatuto fue aprobado por el Consejo de Castilla el 22 de abril de 1752. El 18 de julio de ese año, Fernando VI la puso bajo su protección, dándole el título de real y concediéndole su escudo: un olivo con el lema Minervae Baeticae. En 1752 se les concedió como sede la sala Cantarera del Alcázar. Tras el terremoto de Lisboa de 1755, la sala quedó en mal estado, por lo que se trasladaron a la casa del entonces presidente de la academia, Francisco de Céspedes. En 1761 pudieron regresar a la sala del Alcázar.
A finales del siglo XVIII y comienzos del XIX la organización disminuyó. En 1807 su sede sufrió un incendio. En 1810, con la invasión francesa de Sevilla, la sede fue ocupada y la organización fue disuelta. En 1820 el académico Manuel María del Mármol volvió a fundarla, contando con los antiguos miembros. La organización se reunía en la iglesia de la Anunciación, de la Universidad de Sevilla. En 1821 se trasladaron a la iglesia del antiguo Colegio de San Hermenegildo. En 1825 se trasladaron a una sala del hospital del Espíritu Santo. En 1835 el gobierno les cedió la iglesia del antiguo convento de San Alberto. En 1842 el rey les cedió nuevamente la sala Cantarera del Alcázar. En 1848 se trasladaron al antiguo Colegio del Santo Ángel, que compartieron con la Sociedad Sevillana de Amigos del País. En 1850 se trasladaron al antiguo Colegio de San Gregorio, que compartieron con la Real Academia de Medicina. Tras casi cincuenta años en este lugar, se trasladaron al Museo de Bellas Artes de Sevilla, que fue el antiguo convento de la Merced. Finalmente, en 1979 se trasladaron a la casa de los Pinelo, que comparten con la Real Academia de Bellas Artes de Santa Isabel de Hungría.
Entre 1976 a 2011 la academia y la editorial Rialp concedieron el Premio Florentino Pérez Embid, que conllevaba la publicación de la obra galardonada en la colección Adonais.
La academia y la Real Maestranza de Caballería de Sevilla publican el boletín anual Minervae Baeticae. Boletín de la Real Academia Sevillana de Buenas Letras. En 2012 la academia y la maestranza crearon el Premio Cultura y Nobleza: Mecenazgo, Obra Social y Coleccionismo, a la investigación de humanidades sobre países que hayan tenido una relación histórica con España.
En 2001 el Ayuntamiento de Sevilla le otorgó la Medalla de la Ciudad.